# SIRUTA
SIRUTA  (Sistema Informático de Registro de Unidades Territoriales-Administrativas, o Sistemul Informatic al Registrului Unităților Teritorial - Administrative en rumano) es una clasificación utilizada en Rumanía por el INS (Instituto Nacional de Estadística) para registrar las unidades administrativo-territoriales de su país (Unitățile administrativ - teritoriale, también conocidas como UAT). Cada UAT está identificada único por un código numérico único llamado también SIRUTA.
El Registro de Unidades Territoriales-Administrativas está estructurado en tres niveles, que corresponden a los siguientes tipos de unidades territoriales-administrativas: 
1. comarcas (prefecturas), municipios de Bucarest;
2. municipios, ciudades, comunas (ayuntamientos);
3. localidades componentes, aldeas, sectores de Bucarest.

El registro se utiliza para resolver problemas de estadística y está correlacionado con la codificación NUTS (Nomenclatura de unidades Territoriales Estadísticas, por sus siglas en francés) utilizada en la Unión Europea. 
Dado que su gestión se realiza a nivel nacional, el registro SIRUTA podría jugar un rol importante en los sistemas interoperabile de la administración pública, y en otras aplicaciones.
El registro SIRUTA se actualiza cada 6 meses con los cambios legislativos que ocurrieron en el período anterior y se puede obtener a partir del INS. 
Se puede acceder a su versión actual en la página web del Servidor de Nomenclatura de Interés Nacional Archivado el 28 de enero de 2018 en Wayback Machine. del INS - SENIN Archivado el 28 de enero de 2018 en Wayback Machine. . 